# Championnat des îles Caïmans de football 2012-2013
Navigation
Saison précédente Saison suivante
La saison 2012-2013 du Championnat des îles Caïmans de football est la trente-quatrième édition de la première division aux Îles Caïmans, nommée CIFA National Premier League. Les huit formations de l'élite sont réunies au sein d'une poule unique où elles s'affrontent trois fois au cours de la saison. Le dernier du classement est relégué tandis que le 7e doit affronter le vice-champion de Division One en barrage de promotion-relégation. 
C'est le club de Bodden Town FC qui remporte la compétition cette saison après avoir terminé en tête du classement final, avec six points d’avance sur le tenant du titre, Scholars International et dix sur Elite SC. Il s’agit du tout premier titre de champion des îles Caïmans de l'histoire du club.

## Qualifications continentales
Le champion des îles Caïmans se qualifie pour la phase de poules de la CFU Club Championship 2014.

## Les clubs participants
- Scholars International
- North Side SC - Promu de Division One
- Academy SC - Promu de Division One
- Elite SC
- George Town SC
- Bodden Town FC
- Tigers FC
- Cayman Athletic SC

## Compétition
Le barème de points servant à établir le classement se décompose ainsi :
- Victoire : 3 points
- Match nul : 1 point
- Défaite : 0 point

### Classement
| Rang | Équipe                     | Pts | J  | G  | N | P  | Bp | Bc | Diff |
| ---- | -------------------------- | --- | -- | -- | - | -- | -- | -- | ---- |
| 1    | Bodden Town FC             | 52  | 21 | 16 | 4 | 1  | 65 | 22 | +43  |
| 2    | Scholars International'T'C | 46  | 21 | 13 | 7 | 1  | 56 | 14 | +42  |
| 3    | Elite SC                   | 42  | 21 | 13 | 3 | 5  | 50 | 35 | +15  |
| 4    | George Town SC             | 32  | 21 | 9  | 5 | 7  | 36 | 32 | +4   |
| 5    | Academy SCP                | 23  | 21 | 6  | 5 | 10 | 39 | 64 | -25  |
| 6    | Cayman Athletic SC         | 22  | 21 | 7  | 1 | 13 | 48 | 48 | 0    |
| 7    | North Side SCP             | 12  | 21 | 3  | 3 | 15 | 33 | 64 | -31  |
| 8    | Tigers FC                  | 7   | 21 | 1  | 4 | 16 | 21 | 69 | -48  |

|  | Qualification pour la CFU Club Championship 2014                                         |
|  | Participation au barrage de promotion-relégation                                         |
|  | Relégation en Division One                                                               |
|  | T : Tenant du titre C : Vainqueur de la Coupe des îles Caïmans P : Promu de Division One |

### Résultats

#### Barrage de promotion-relégation
Le 7e de Premier League, North Side SC, rencontre le vice-champion de Division One, Roma United, pour se disputer la dernière place pour le championnat de première division de la saison suivante, le 13 mai 2013. North Side l'emporte sur le score de 3-2 et se maintient en Premier League.

## Bilan de la saison
| Championnat des îles Caïmans de football 2012-2013 |                            |
| Champion                                           | Bodden Town FC (1er titre) |
| Coupes et trophées                                 |                            |
| Vainqueur de la Coupe des îles Caïmans 2012-2013   | Scholars International     |
| Qualifications continentales                       |                            |
| CFU Club Championship 2014                         | Bodden Town FC             |
| Promotions et relégations                          |                            |
| Promus en CIFA National Premier League             | Sunset FC                  |
| Relégués en Division One                           | Tigers FC                  |